# Relaciones exteriores de Guinea Ecuatorial

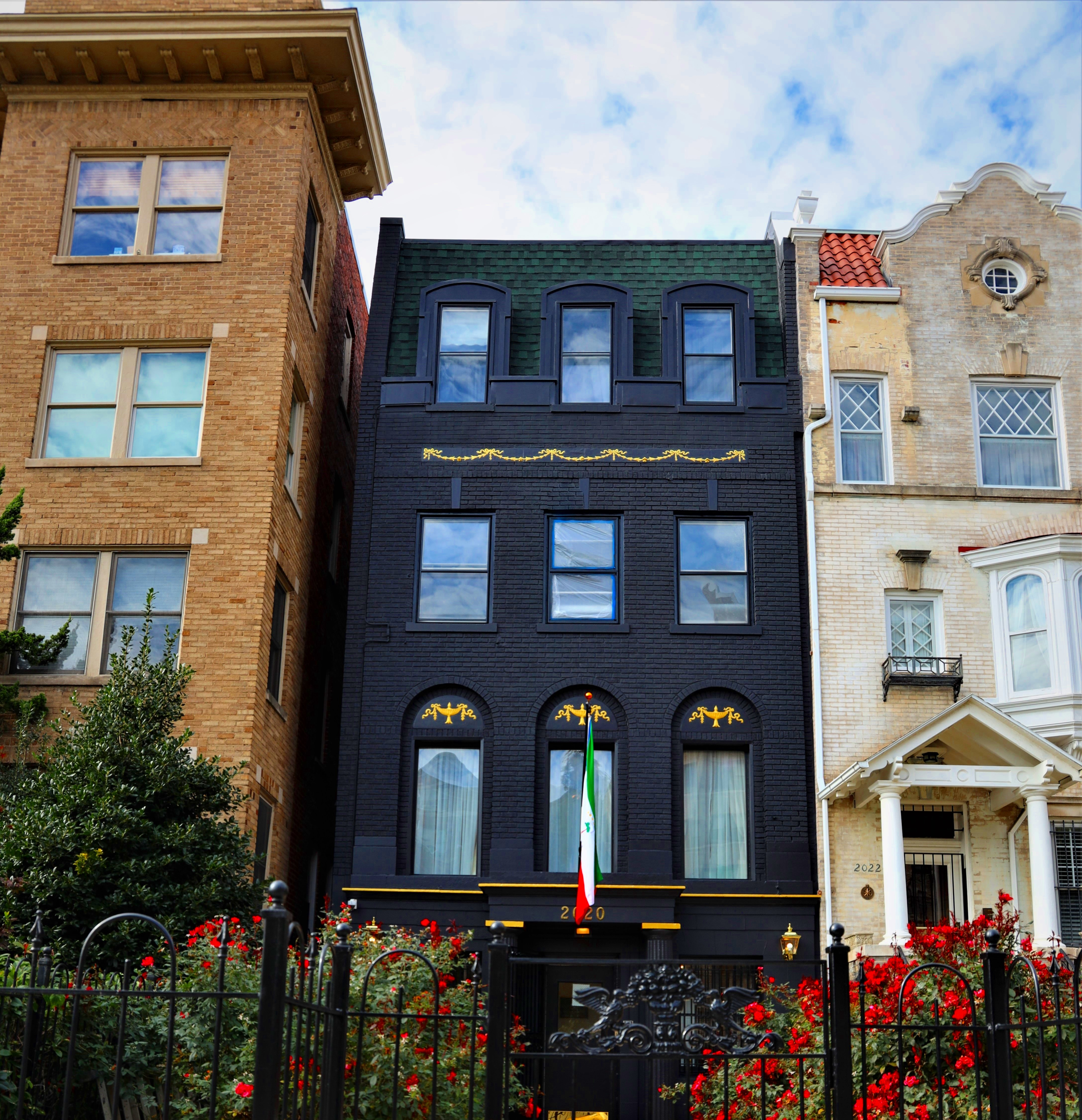
Embajada de Guinea Ecuatorial en Estados Unidos

Guinea Ecuatorial es miembro de las Naciones Unidas (ONU), de la Unión Africana, del Comité Económico de África Central y de la Unión Monetaria (CEMAC), que incluye a Camerún, República Centroafricana, Chad, Congo (Brazzaville) y Gabón. También es miembro de la zona del franco.

## Competencia
La Política exterior es controlada por el presidente de Guinea Ecuatorial quien la ejerce a través del Ministro de Asuntos Exteriores, Cooperación Internacional y Francofonía, y del ministro de la Presidencia del Gobierno Encargado de la Integración Regional.

## Historia
Un acuerdo transitorio, firmado en octubre de 1968, implementó una decisión antes de la Independencia de España para ayudar a Guinea Ecuatorial y para el mantenimiento temporal de las fuerzas españolas allí. Una disputa con el presidente Francisco Macías Nguema en 1969 dio lugar a la petición de que todas las tropas españolas salieran de ahí de forma inmediata, junto con un gran número de civiles de la izquierda al mismo tiempo. Las relaciones diplomáticas entre los dos países nunca se rompieron, pero fueron suspendidas por España en marzo de 1977, a raíz de las constantes controversias. Después de la caída de Macías en 1979, el presidente Teodoro Obiang pidió ayuda española, y desde entonces, España ha recuperado influencia en las relaciones diplomáticas de Guinea Ecuatorial. Los dos países firmaron acuerdos permanentes para la cooperación económica y técnica, las concesiones privadas, y las relaciones comerciales. El Presidente Obiang hizo una visita oficial a Madrid en marzo de 2001, y altos funcionarios del Ministerio de Asuntos Exteriores español visitaron Malabo en 2001 también. España mantiene un programa de asistencia bilateral con Guinea Ecuatorial. Algunos elementos de la oposición ecuatoguineana se exiliaron en España causando la molestia del gobierno de Malabo, formando el autodenominado Gobierno de Guinea Ecuatorial en el Exilio.

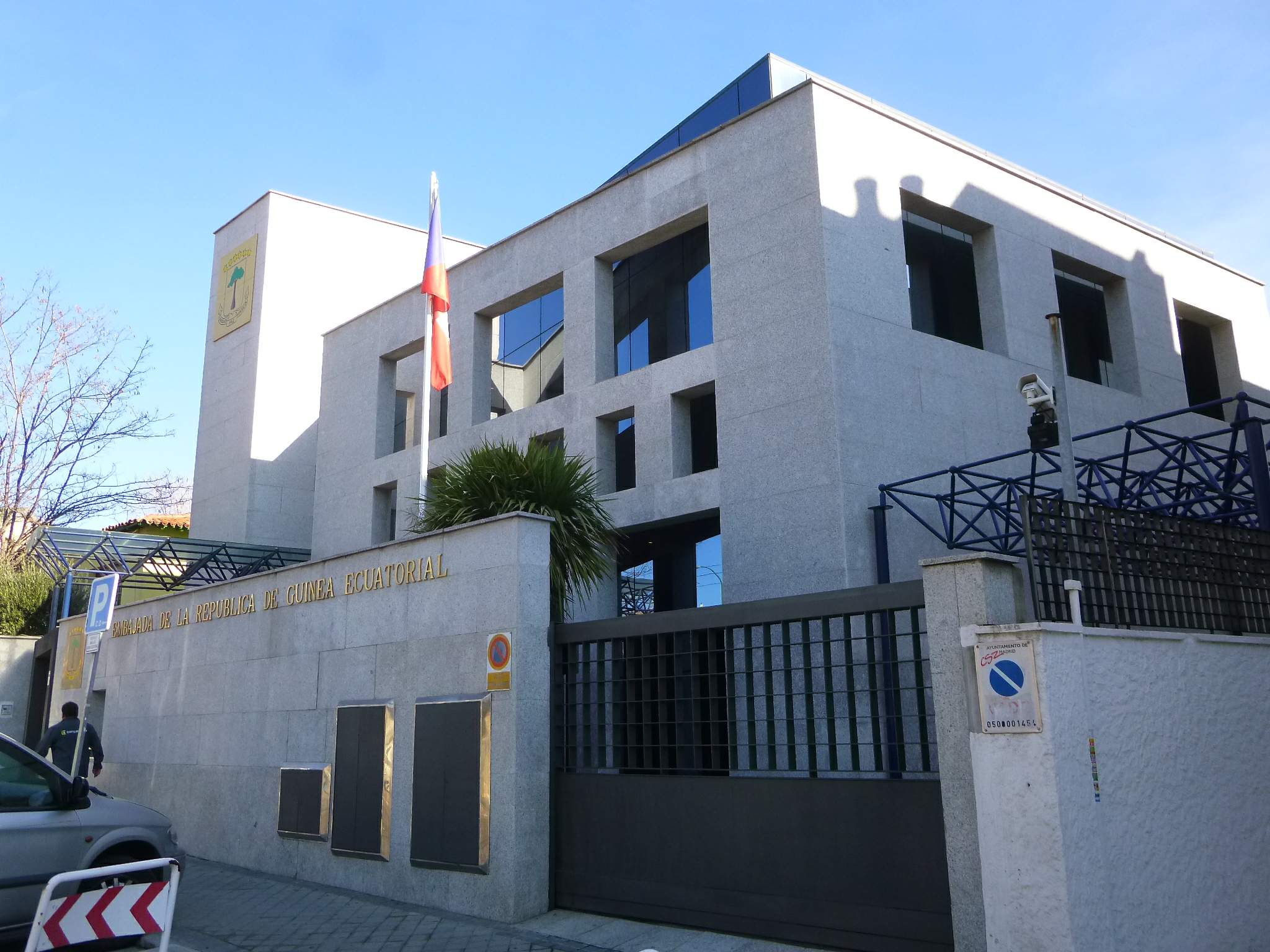
Embajada de Guinea Ecuatorial en Madrid

Guinea Ecuatorial tiene relaciones cordiales con el vecino Camerún, aunque hubo críticas en el Camerún en 2000 sobre la percepción de malos tratos de los cameruneses que trabajan en Guinea Ecuatorial. El grupo étnico Fang, mayoría en el territorio continental de Guinea Ecuatorial, se extiende tanto al norte como al sur en los bosques de Camerún y Gabón. Camerún exporta algunos productos alimenticios a Guinea Ecuatorial y Camerún importa el petróleo procedente de Guinea Ecuatorial de su refinería en la cercana Limbe.
Guinea Ecuatorial tiene relaciones más cálidas con Nigeria, y el Presidente de Nigeria hizo una visita oficial a Malabo en 2001. Los dos países han delineado las fronteras exteriores, que facilitaran el desarrollo de yacimientos de gas cercanos. Además, muchos nigerianos trabajan en Guinea Ecuatorial, al igual que inmigrantes de Camerún y de algunos estados de África Occidental.
Guinea Ecuatorial es miembro del Comité Económico del África Central y la Unión Monetaria (CEMAC), que incluye Camerún, República Centroafricana, Chad, Congo (Brazzaville) y Gabón. También es miembro de la zona del franco. Paralelamente al acercamiento de Guinea Ecuatorial con sus vecinos de habla francesa, el papel de Francia ha aumentado significativamente tras la entrada de Guinea Ecuatorial en la zona del franco CFA y el BEAC. de trabajo en Francia consiste enasesores técnicos en el ministerios de finanzas y planificación, y se han firmado acuerdos para proyectos de desarrollo de infraestructura.
En 1995, los Estados Unidos cerraron su embajada, al parecer por razones presupuestarias, aunque el embajador de la época había sido acusado de brujería, y había criticado la situación de los derechos humanos. En 1996, el petróleo comenzó a fluir, y, con varias compañías petroleras de EE. UU. presentes en el país, los EE. UU. reabrieron la embajada en octubre de 2003. Los EE. UU. han tratado de fomentar el progreso de los derechos humanos en el país, manifestando sus preocupaciones directamente al gobierno, así como con la organización de seminarios para una mejor conducta de la política judicial y conferencias con EE. UU. para mejorar el Estado de Derecho.
La política oficial del gobierno es de no-alineamiento. En su búsqueda de asistencia para cumplir con el objetivo de la reconstrucción nacional, el gobierno de Guinea Ecuatorial ha establecido relaciones diplomáticas con numerosos naciones Europeas y países del Sur Global. Después de haber logrado la independencia bajo el patrocinio de la ONU, Guinea Ecuatorial siente una afinidad especial con esa organización. Se convirtió en el 126 º Miembro de las Naciones Unidas el 12 de noviembre de 1968.
En abril de 2010 Guinea Ecuatorial abrió una embajada en Caracas, Venezuela, convirtiéndose en el tercer país latinoamericano en contar con una representación diplomática ecuatoguineana.

## Problemas internacionales
Mantiene algunos litigios internacionales, por ejemplo con la zona económica exclusiva en la frontera marítima con Camerún y que se encuentra actualmente ante la Corte Internacional de Justicia. Otra disputa de límites marítimos existe con Gabón por la soberanía sobre las islas en la bahía de Corisco, además de la disputa sobre la frontera marítima con Nigeria y Camerún a causa de la competencia por las zonas ricas en petróleo en el Golfo de Guinea.